# Unbreakable (Westlife)
Unbreakable è un brano musicale del gruppo pop irlandese Westlife, pubblicato come singolo nel 2002.

## Il brano
La canzone è stata scritta da Jörgen Elofsson e John Reid e prodotta da Steve Mac.
Essa è stata registrata a Londra.
Si tratta del primo singolo estratto dall'album di raccolta Unbreakable - The Greatest Hits Vol. 1.

## Tracce
UK CD 1
1. Unbreakable (Single Remix) - 4:28
2. Never Knew I Was Losing You - 4:55
3. World of Our Own (U.S. Video) - 3:29
4. Behind the Scenes Footage - 2:00

UK CD 2
1. Unbreakable (Single Remix) - 4:28
2. Evergreen (Single Remix) - 3:34
3. World of Our Own (U.S. Mix) - 3:29
4. Fans Roll of Honour - 2:00

## Classifiche
| Classifica (2002) | Posizione raggiunta |
| ----------------- | ------------------- |
| Regno Unito       | 1                   |